# Jane Hastings
Lois Jane Hastings, conocida como L. Jane Hastings (Seattle, Washington, 3 de marzo de 1928-25 de marzo de 2024), fue una arquitecta estadounidense, miembro del Instituto Americano de Arquitectos y la primera mujer en servir como canciller del Colegio de Becarios de la AIA. Su firma de arquitectos, el Grupo Hastings, diseñó cerca de 500 edificios residenciales en Seattle.

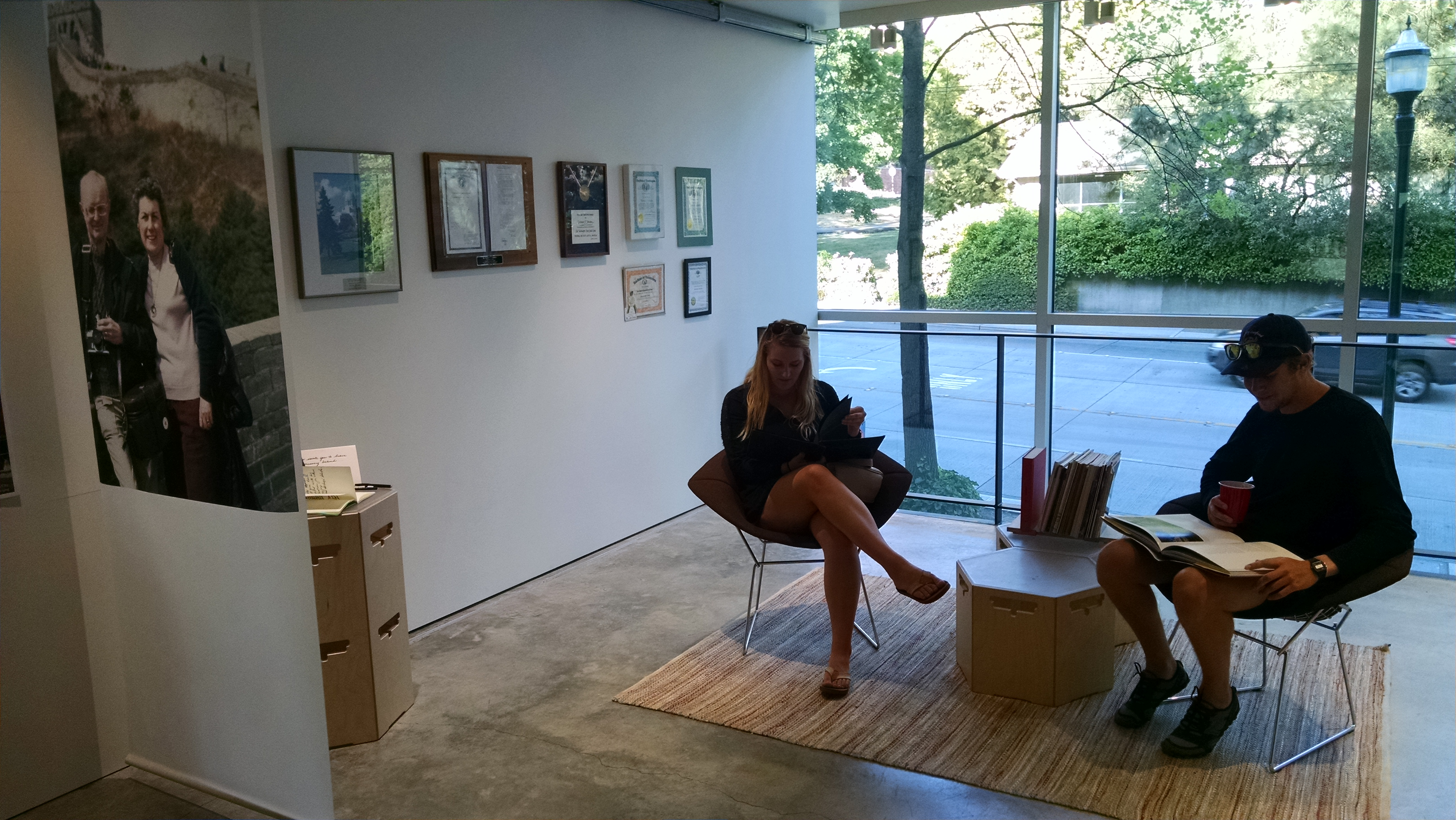
Galería Norman Johnston y L. Jane Hastings en la Universidad de Washington

## Biografía
Nacida y criada en Seattle, Hastings estudió arquitectura en la Universidad de Washington, la única mujer en un salón de 200 personas. Se graduó en 1952, y al siguiente año se convirtió en la octava mujer licenciada en arquitectura en todo el Estado de Washington. Luego pasó un par de años con el ejército estadounidense en Alemania. De vuelta en Seattle, trabajó en algunas firmas de arquitectos, ganando experiencia en el diseño de gran variedad de edificaciones, como escuelas, casas, oficinas e instituciones culturales. En 1961 se volvió independiente, estableciendo una oficina en el distrito universitario como "L. Jane Hastings, Arquitecta". En 1974 creó el grupo "Hastings" incluyendo un gran número de arquitectos como Carolyn Geise y Cynthia Richardson. El grupo llevó a cabo cerca de 500 proyectos residenciales hasta 1995 en Seattle. También se llevaron a cabo obras como la renovación del aeropuerto internacional Seattle–Tacoma y la restauración del monumento de la tribu Tulapip. Otros proyectos fueron la renovación de la Sala Cunningham en la Universidad de Washington, con el fin de convertirla en el centro para mujeres del campus.
Fue miembro activo del Instituto Americano de Arquitectos y de la Unión Internacional de Mujeres Arquitectas. Se convirtió en socia de la AIA en 1980. Parte de sus archivos se encuentran en el International Archive of Women in Architecture en Virginia Tech.

## Premios
Hastings recibió el premio "El hogar del mes" entregado anualmente por la AIA en 1968 y la Medalla de Seattle de la AIA en 1995.